# Pollanisus apicalis
Pollanisus apicalis là một loài bướm đêm thuộc họ Zygaenidae. Nó được tìm thấy ở phần phía đông của Úc (Queensland, New South Wales, Lãnh thổ Thủ đô Úc, Victoria, South Australia và Tasmania).
Ấu trùng ăn Hibbertia obtusifolia và Hibbertia virgata. Con trưởng thành bay vào ban ngày, và có thể được tìm thấy chúng ăn vào các giờ nóng nhất trong ngày. Mating takes place in the afternoon và lasts until the following morning, và following this the female lays eggs on the host plant.

## Hình ảnh

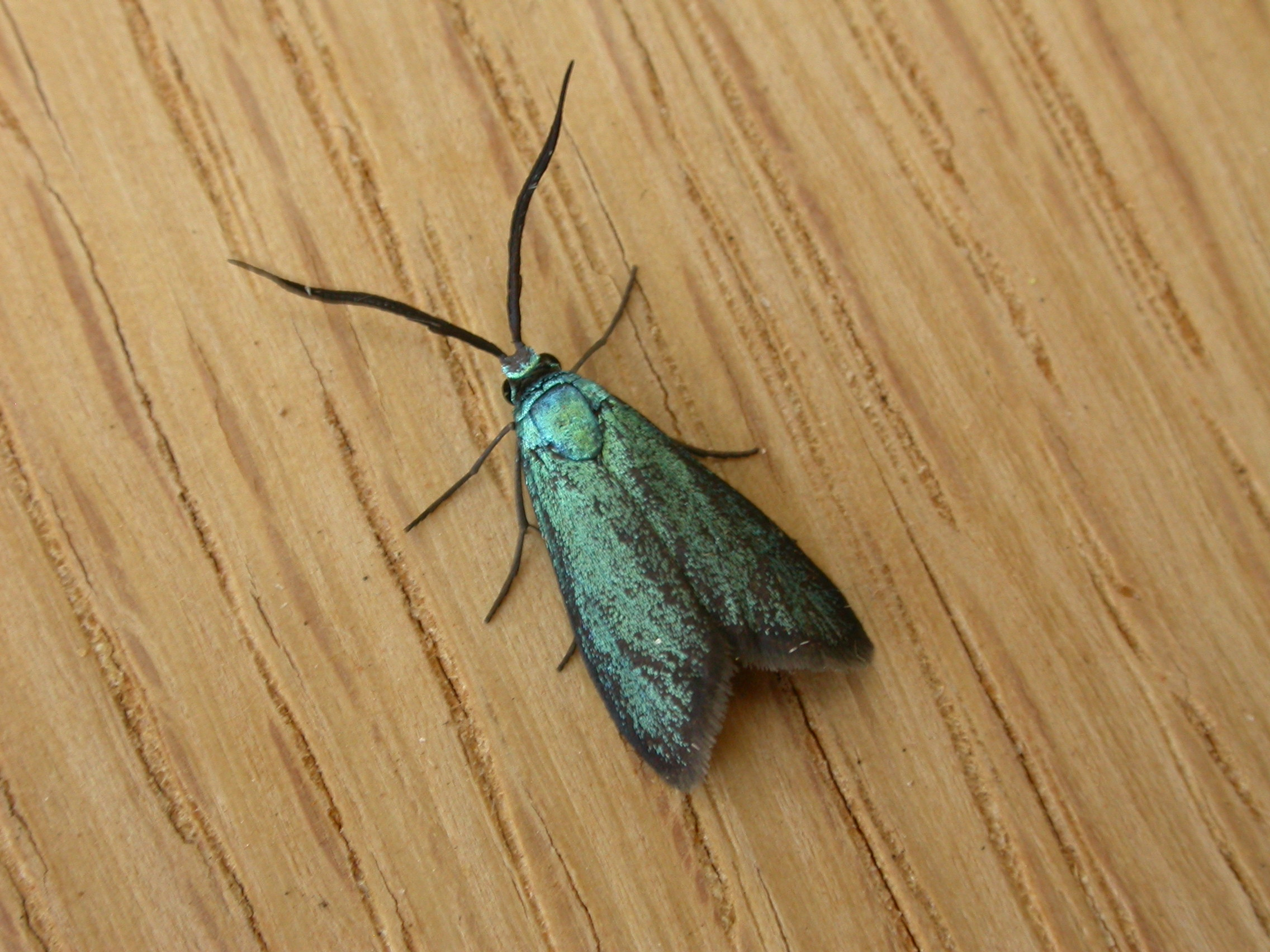